# St. Markus (Speyer)
Die Kirche St. Markus in Speyer war eine Pfarr- und Klosterkirche auf dem Feld vor dem Marxtorturm, dem ehemaligen Eingangstor zur Speyrer St.-Markus-Vorstadt. Sie war ein mittelgroßer Sakralbau mit romanischen und gotischen Stilelementen.

## Bau und Bedeutung
Im 12. Jahrhundert wurde im Süden der Stadt Speyer vor dem später erbauten Marxtor (heute Ecke St.-Markus-Straße, Karl-Leiling-Allee und Lindenstraße) die Pfarrkirche für die südliche Vorstadt im romanischen Stil errichtet. Die Kirche war ca. 40 m lang und 25 m breit. Sie war von einer Mauer umgeben und befand sich in der Nähe zu einem westlichen Seitenarm des Rheins. Im 13. Jahrhundert wurde die Kirche gotisch erneuert. 1317 wurde die Pfarrkirche zu einem Wilhelmitenkloster, das von einem Chorherrn vom Kloster St. German gestiftet wurde. Allerdings gab der Orden das Kloster bereits um 1500 wieder auf. Entlang der Ausfallstraße vom Weißen Tor (heute Kreuzung St.-German-Straße, Steingasse, Herdstraße und St.-Markus-Straße) zur Kirche entwickelte sich im 13. Jahrhundert die wenig später ummauerte St.-Markus-Vorstadt, welche aufgrund ihrer Lage auch Vorstadt vorm Weißen Tor genannt wurde.

## Die letzten Jahre der Kirche
Die Kirche überstand sowohl den Dreißigjährigen Krieg als auch den Speyerer Stadtbrand von 1689. Die einst so bedeutsame Pfarrkirche vor den Toren Speyers stand noch für über 100 Jahre, bevor sie um 1800 auf Abbruch versteigert und abgebrochen wurde. Erinnerungen von diesen Sakralbau findet man im Historischen Museum der Pfalz. Sie ist auch auf Philipp Stürmers Vogelschauplan Die Freie Reichsstadt Speyer vor der Zerstörung im Pfälzischen Erbfolgekrieg 1689 zu sehen.